# سوي لاي ثين
سوي لاي ثين هي طبيبة ماليزية متخصصة في أمراض الدم وطبيبة-عالمة وهي كبيرة الباحثين في المعاهد الوطنية للصحة. تعمل على الفيزيولوجيا المرضية لاضطرابات الهيموجلوبين بما في ذلك مرض فقر الدم المنجلي والثلاسيميا.

## النشأة والتعليم
ولدت ثين في كوالالمبور، ماليزيا، ودرست الطب في كلٍ من ماليزيا والمملكة المتحدة. تخرجت من جامعة مالايا عام 1976 تخصصت في أمراض الدم في كلية الطب الملكية للدراسات العليا والمستشفى الملكي المجاني. ثم انتقلت إلى أكسفورد حيث عملت في وحدة أمراض الدم الجزيئية التابعة لمجلس البحوث الطبية (MRC) في معهد ويذرال للطب الجزيئي ومستشفى جون رادكليف. شغلت عدة مناصب في جامعة أكسفورد، بما في ذلك منصب التدريب السريري في مجلس البحوث الطبية، وزمالة ويلكوم تراست العليا والاستشارات الفخرية.

## أبحاثها ومهنتها
في عام 2000، انضمت ثين إلى كلية كينجز كوليدج في لندن كأستاذة في أمراض الدم الجزيئية. عيّنت مديرة سريرية لعيادة خلايا الدم الحمراء في مستشفى كينجز كوليدج. يتناول عملها الفيزيولوجيا المرضية لاضطرابات الهيموجلوبين. والتي تشمل مرض فقر الدم المنجلي والثلاسيميا. العلاج الوحيد لمرض فقر الدم المنجلي والثلاسيميا هو زرع نخاع العظم، ولكن هذه ليست متاحة دائمًا. في حين أن كلتا الحالتين يمكن أن تظهران مع مجموعة متنوعة من الشدة السريرية، فإن العامل العلاجي هو القدرة على إنتاج الهيموجلوبين الجنيني (HbF). الهيموجلوبين الجنيني هو الهيموجلوبين الذي ينقل الأكسجين أثناء حياة الجنين وعند الرضع حتى يبلغوا ستة أشهر من العمر. درست ثين الآليات المسؤولة عن تكوين الهيموجلوبين الجنيني.
أثبتت ثين أن مستويات الهيموجلوبين الجنيني يتم التحكم فيها بشكل رئيسي عن طريق الوراثة، وأن غالبية التباين الوراثي ترجع إلى عوامل خارج موضع الجلوبين. استخدمت ثين تحليل الارتباط الجنيني لتحديد اثنين من مواقع السمات الكمية (QTL) لتقلب الهيموجلوبين الجنيني. تشارك هذه المواقع في التحكم في تكون الدم وإنتاج الهيموجلوبين. تقع المواقع على الكروموسومات 6q و 2p الموجودة داخل جين BCL11A. في حين أنه كان معروفًا أن جين BCL11A متورط في الإصابة بالسرطان، كانت ثين أول من أظهر أن BCL11A مرتبط باضطرابات خلايا الدم الحمراء. يحتوي 6q QTL على أشكال متعددة النوكليوتيدات موزعة عبر ثلاث كتل اختلال توازن الارتباط، في منطقة بين الجينات بين MYB و HBS1L. أظهرت ثين أن هذا الفاصل الزمني يحتوي على تسلسلات تنظيمية. لقد بحثت في كيفية تنظيم QTL للتعبير عن MYB وHBS1L. تمثل هاتان QTLs (6q و 2p) وتعدد الأشكال أحادي النوكليوتيدات في مجموعة HBB حوالي نصف التباين في مستويات HbF. لقد أثبتت أن هذين المتغيرين قد انتشرا من أفريقيا إلى جميع المجتمعات البشرية تقريبًا.
من خلال تحديد وراثة التحكم في الهيموجلوبين الجنيني لدى البالغين، تأمل ثين في شرح تباين السمات لدى البالغين بالإضافة إلى تحديد مواقع وتسلسلات المتغيرات. وهي تعتقد أنه من خلال تحديد HbF QTLs، ستكون قادرة على تحسين إدارة المرضى من خلال تطوير علاجات جديدة، واستشارات وراثية أكثر تطوراً، وتنبؤات أفضل لخطورة المرض. قد تتضمن هذه العلاجات طرقًا لتنشيط الجين BCL11A. من خلال محاولته العثور على العلاقات بين الأنماط الجينية والأنماط الظاهرية، ساعدت ثين في تشخيص الحمض النووي في حالات اعتلال الهيموغلوبين.
يحدث مرض الخلايا المنجلية بسبب تشكل خيوط صلبة داخل خلايا الدم الحمراء، مما يؤدي إلى تدمير بنيتها ويؤدي إلى تكوين أشكال الخلايا المنجلية. وتعمل ثين على عوامل علاجية يمكن أن تعمل ضد هذه البلمرة، مما يمنع الخلايا من تغيير شكلها. شغلت ثين منصب رئيس مجموعة العمل التابعة للجمعية الأوروبية لأمراض الدم والمعنية بخلايا الدم الحمراء. وقد شاركت في تدريس برامجهم حول أمراض الدم.
انتقلت إلى المعاهد الوطنية للصحة كمحقق أول ورئيس فرع الخلايا المنجلية الجديد في المعاهد الوطنية للصحة في عام 2015.

### الجوائز والتكريمات
- 2001 انتخبت زميلاً للكلية الملكية لعلماء الأمراض.[11]
- 2001 انتخبت زميلاً للكلية الملكية للأطباء.[12]
- 2003 انتخبت زميلاً لأكاديمية العلوم الطبية.[13]
- انتخبت زميلاً لأكاديمية علوم الحياة للصينيين في المملكة المتحدة.[14]

### منشورات مختارة
- Thein، Swee Lay (1985). "Hypervariable 'minisatellite'regions in human DNA". Nature. ج. 314 ع. 6006: 67–73. Bibcode:1985Natur.314...67J. DOI:10.1038/314067a0. PMID:3856104. S2CID:4356170.
- Thein، Swee Lay (1985). "Individual-specific 'fingerprints' of human DNA". Nature. ج. 316 ع. 6023: 76–79. Bibcode:1985Natur.316...76J. DOI:10.1038/316076a0. PMID:2989708.
- Thein، Swee Lay (2009). "A genome-wide meta-analysis identifies 22 loci associated with eight hematological parameters in the HaemGen consortium". Nature Genetics. ج. 41 ع. 11: 1182–1190. DOI:10.1038/ng.467. PMC:3108459. PMID:19820697.

ثين محررة في مجلة (بالإنجليزية: Blood)‏، وحوليات أمراض الدم، والهيموجلوبين، والمجلة الأمريكية لأمراض الدم. وهي محررة مقالات في (بالإنجليزية: Sickle Blood Hub)‏، وهي مساحة على الإنترنت لمجلة Blood.</br>